# Ataenius bispinulosus
Ataenius bispinulosus är en skalbaggsart som beskrevs av Schmidt 1911. Ataenius bispinulosus ingår i släktet Ataenius och familjen Aphodiidae. Inga underarter finns listade.